# Mosco Boucault
Pour les articles homonymes, voir Boucault.
Mosco Levi Boucault est un réalisateur français, né le 14 décembre 1946.

## Biographie
En 2012, il prépare une anthologie vivante des blagues du monde, narrées par des personnalités, Le Sourire de…, en 366 épisodes, projet qui n'aboutit pas.

## Filmographie
- 1977 : Je veux mourir dans la patrie de Jean-Paul Sartre (court métrage)
- 1977 : Who's Who
- 1985 : Des terroristes à la retraite
- 1991 : Mémoires d'Ex
  - Debout les damnés
  - Du passé faisons table rase
  - Suicide au comité central
- 1993 : Ni travail, ni famille, ni patrie - Journal d’une brigade
- 1997 : Philadelphia : fusillade de Mole Street
- 1999 : Un crime à Abidjan Adapté en long métrage par Thomas Ngijol dans Indomptables (2025)
- 2006 : Berlusconi, affaire Mondadori
- 2007 : Un corps sans vie de 19 ans
- 2008 : Roubaix, commissariat central, affaires courantes Adapté en long métrage de fiction par Arnaud Desplechin sous le titre Roubaix, une lumière (2019).
- 2011 : Ils étaient les Brigades rouges
- 2019 : Corleone, le parrain des parrains, documentaire sur Salvatore Riina[5]
- 2022 : Mafioso au cœur des ténèbres, documentaire sur trois repentis de Cosa Nostra

### Radio
- « Mosco Boucault » sur le site de France Culture